# Universitätsbibliothek Osnabrück
Die Universitätsbibliothek Osnabrück (kurz UB Osnabrück) ist die zentrale Einrichtung zur Informationsversorgung der Universität Osnabrück und neben der Bibliothek der Hochschule Osnabrück eine von zwei Hochschulbibliotheken in Osnabrück. An einem Hauptstandort, zwei Bereichsbibliotheken und einer forschungsorientierten Institutsbibliothek hält sie einen gedruckten Bestand von rund 1,66 Mio. Medieneinheiten. Umfangreiche elektronische Informations- und Wissensressourcen (Datenbanken, E-Journals, E-Books) dienen darüber hinaus der Versorgung von Studium, Lehre und Forschung und stehen allen Angehörigen der Universität Osnabrück zur Verfügung. Zur Bibliotheksnutzung zugelassen sind auch externe Nutzerinnen und Nutzer mit einem Wohnsitz in Deutschland.

## Geschichte

### Organisation
Als die Universität Osnabrück im Jahr 1974 neu gegründet wurde und die Pädagogische Hochschule Niedersachsen, Abteilung Osnabrück am selben Standort ablöste, entstand auch die Universitätsbibliothek und übernahm zunächst die Bestände ihrer Vorgängerinstitution, der PH-Bibliothek. Erster Bibliotheksdirektor war Kurt Shimon Wallach, der zuvor u. a. in der Koordinierungsstelle der Bibliothek der neu gegründeten Ruhr-Universität Bochum tätig war. Die Konzeption einer wissenschaftlichen Bibliothek mit einem erheblichen Bestand in Freihandaufstellung wie in anderen neu gegründeten Universitätsbibliotheken geht in der Anfangsphase auf ihn zurück; sein Nachfolger wurde aber schon 1974 Eilhard Cordes, der 2003 von der heutigen Direktorin Felicitas Hundhausen abgelöst wurde.

### Gebäude

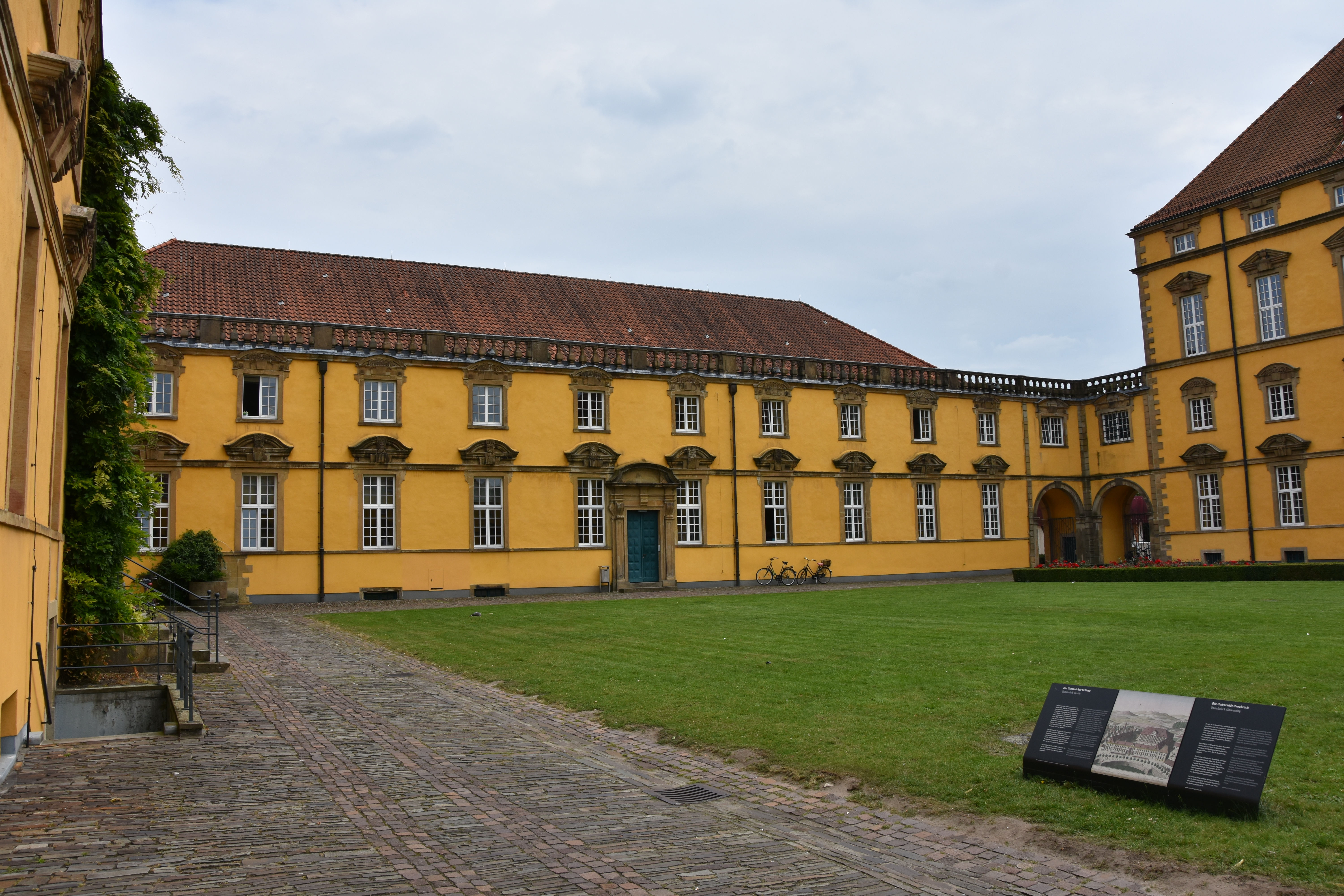
Ursprünglicher Sitz im Schloss Osnabrück

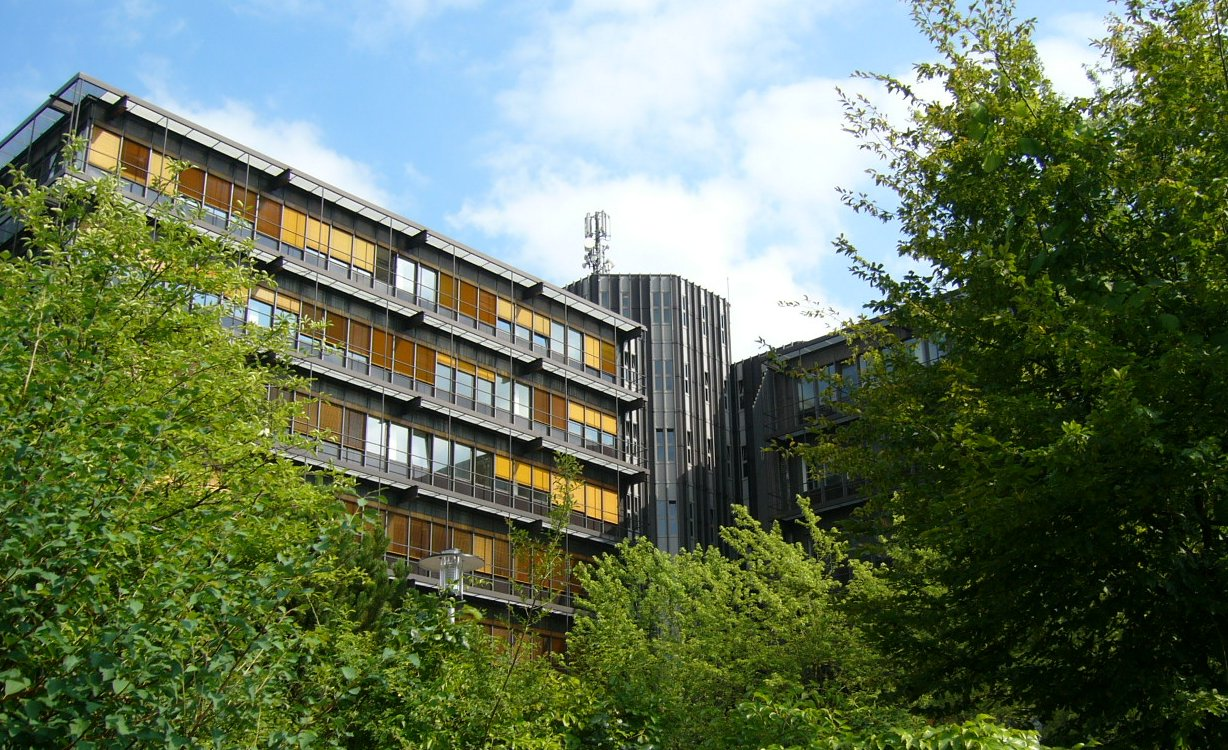
AVZ-Gebäude am Westerberg (früherer Standort der Bereichsbibliothek N)

Die ursprünglichen Räume im Flügel des Osnabrücker Schlosses reichten nicht aus, so dass zunächst ein Gebäude in der Heinrichstraße angemietet wurde. Zudem wurde für die Naturwissenschaften ein zusätzlicher Standort im damaligen AVZ-Gebäude am Westerberg eingerichtet.
In der Mitte der 1980er Jahre wurde das heute als Bibliothekszentrale und Bereichsbibliothek Philologien und Kulturwissenschaften genutzte Gebäude an der Alten Münze / Kamp errichtet und an das aus der Kaiserzeit stammende Gebäude der Landesgehörlosenschule an der Alten Münze angeschlossen. Mit diesem Neu- und Ausbau erfuhr die Bibliothek somit eine nach zehn Jahren aus Platzgründen notwendig gewordene Erweiterung, um mehrere Lesesäle und größere Magazinbestände beherbergen zu können.
2009 bezog die Forschungsbibliothek des European Legal Studies Institute (ELSI) Räumlichkeiten am neuen Standort des Instituts.
Eine umfangreiche bauliche Erweiterung erfuhr die Universitätsbibliothek durch den Neubau eines Gebäudes auf dem Campus Westerberg, in dem die Bereichsbibliothek N gemeinsam mit der Zentralbibliothek der Hochschule Osnabrück untergebracht ist, in den Jahren 2013 bis 2015.
Die seit 2008 unter dem Dach einer „Gemeinsamen Forschungsbibliothek“ beheimateten Bibliotheken des Instituts für Kulturgeschichte der Frühen Neuzeit (IKFN) und des Instituts für Migrationsforschung und Interkulturelle Studien (IMIS) sind 2018/19 in jeweils geschlossener Aufstellung in die Bereichsbibliothek Philologien und Kulturwissenschaften am Standort Alte Münze umgezogen. Hier entstehen seit 2019 neue Lesesaalflächen mit Arbeitsplätzen in einem Anbau, der 2021 bezogen werden wird. Die Bereichsbibliothek G (Sozialwissenschaften) wurde im September 2023 ebenfalls in die Bibliothek Alte Münze integriert.

## Standorte

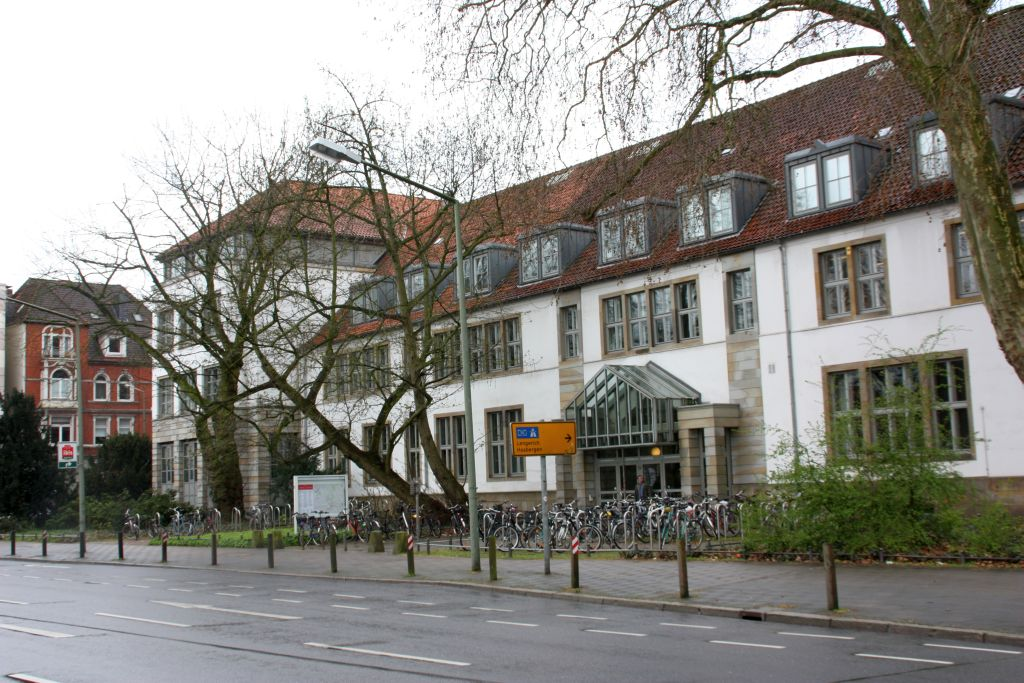
Gebäude 22 am Heger-Tor-Wall, in dem die Bereichsbibliothek J/W ansässig ist

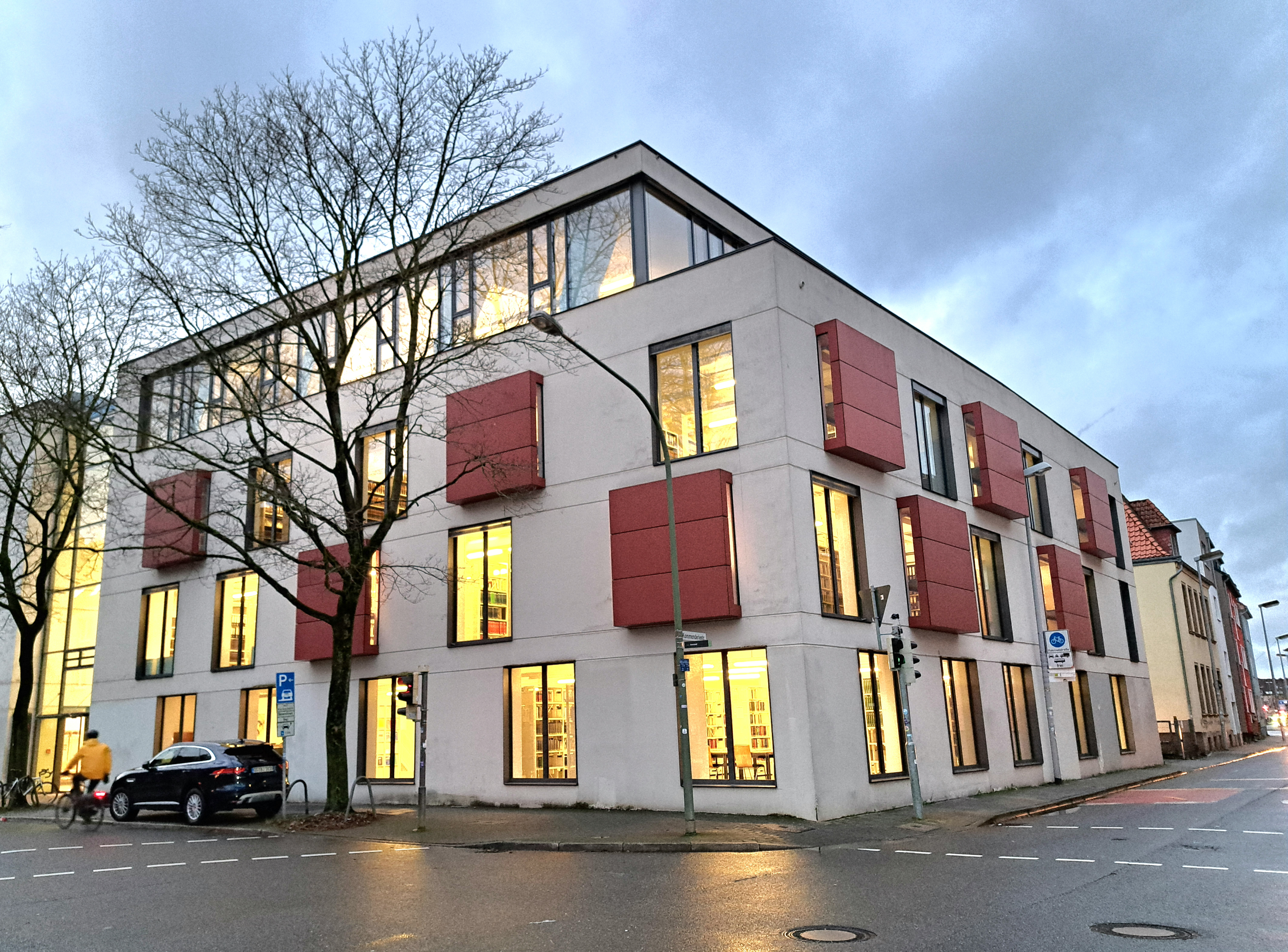
European Legal Studies Institute (ELSI) mit Bibliothek an der Süsterstraße

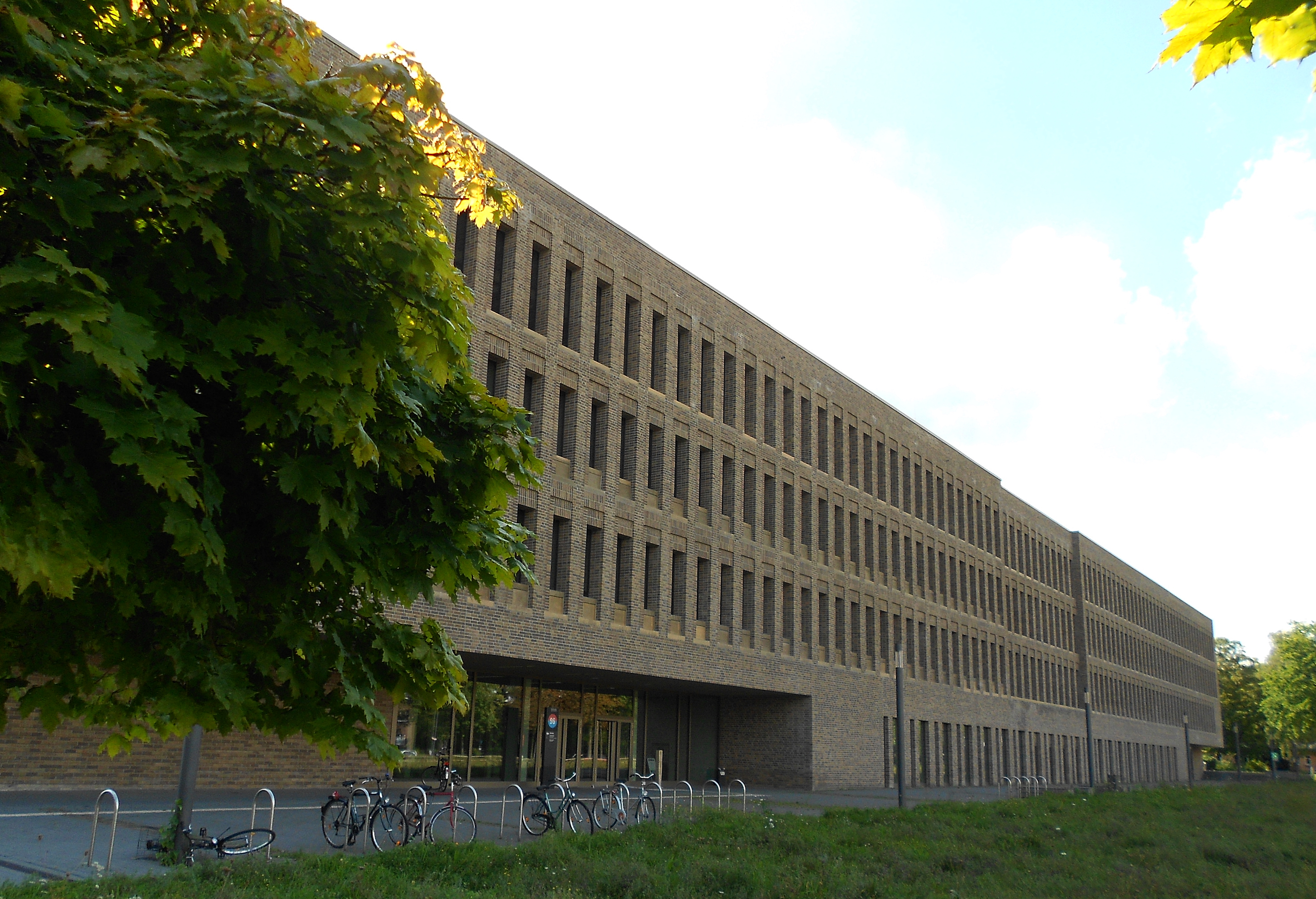
Bereichsbibliothek N auf dem Campus Westerberg

Die Universitätsbibliothek ist heute an mehreren Standorten im Stadtgebiet von Osnabrück angesiedelt, analog zur Lage der Universitätsgebäude vornehmlich in der Innenstadt und auf dem Campus am Westerberg. So werden vier Bereichsbibliotheken und eine juristische Forschungs- bzw. Institutsbibliothek unterhalten, die sich mit ihren thematischen Schwerpunkten an den in der Nähe befindlichen Fachbereichen orientieren. Die Institutsbibliothek des European Legal Studies Institute (ELSI) ist eine reine Präsenzbibliothek, das gilt auch für die anderen juristischen Institutsbibliotheken innerhalb der Bereichsbibliothek J/W sowie deren rechtswissenschaftliche Bestände (mit Ausnahme von Lehrbüchern), zudem für die Forschungsbibliothek des IKFN in der Bibliothek Alte Münze. Kleinere dezentrale Sonderstandorte finden sich in verschiedenen Fachbereichen bzw. Instituten und werden in der Regel von Institutsmitarbeitenden oder studentischen Hilfskräften des jeweiligen Fachs betreut.

### Innenstadt
- Bereichsbibliothek B (Bibliothek Alte Münze): moderne und klassische Philologien, diverse Kulturwissenschaften, Erziehungswissenschaften, Philosophie, Sozialwissenschaften, Forschungsbibliotheken IKFN und IMIS,
- Bereichsbibliothek J/W (Bibliothek Heger-Tor-Wall): Rechtswissenschaften, Wirtschaftswissenschaften
- Forschungsbibliothek ELSI: Europäisches Recht

### Westerberg
- Bereichsbibliothek N: diverse Naturwissenschaften, Cognitive Science, Mathematik und Psychologie

## Bestand
Da die Universitätsbibliothek erst in den 1970er Jahren gegründet wurde und auch aus ihrer Vorgängereinrichtung (PH-Bibliothek) keine große Menge an alten Drucken erhalten ist, verfügt sie über keinen historisch „gewachsenen“ Buchbestand. Ältere Literatur steht heute in begrenztem Umfang durch die Altdrucksammlung des IKFN, die Übernahme privater Bibliotheksnachlässe und in Form einzelner Sondersammlungen zur Verfügung (v. a. Ius-commune-Bibliothek mit ca. 1.600 Titeln des 13. bis 18. Jahrhunderts).
Insgesamt verfügt die Bibliothek über ca. 1,66 Millionen gedruckter Bände (2020); der Großteil der jüngeren Bestände ist in den Lesesälen und Freihandmagazinen öffentlich zugänglich. Knapp 2.000 laufend abonnierte Printzeitschriften wurden 2020 noch gehalten, wohingegen die Anzahl lizenzierter Datenbanken und elektronischer Zeitschriften ebenso stetig zunimmt wie das Angebot an wissenschaftlichen E-Books für die Angehörigen der Universität.